# Milenko Vesnić

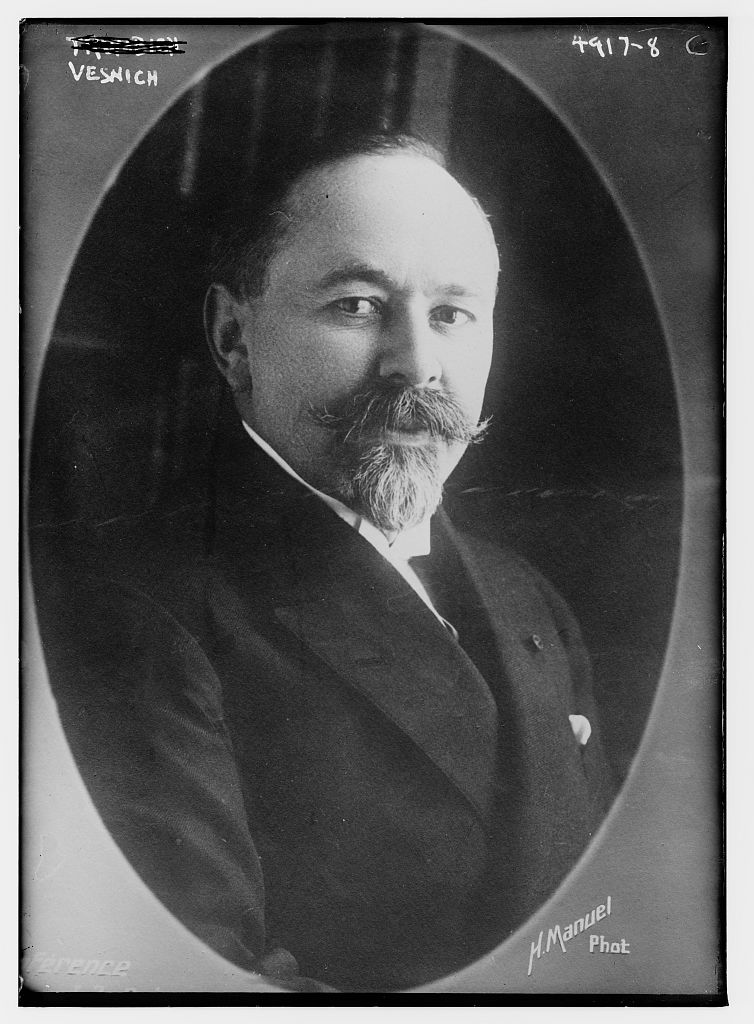
Milenko Vesnić

Milenko Radomar Vesnić (serbisch-kyrillisch Миленко Веснић; * 13. Februar 1863 im Dorf Dunišiće, Sjenica, Serbien; † 15. Mai 1921 in Paris, Frankreich) war ein serbischer Politiker und Diplomat. Er war vom 16. Mai 1920 bis zum 1. Januar 1921 Ministerpräsident des Königreich der Serben, Kroaten und Slowenen (später in Jugoslawien umbenannt).

## Laufbahn
Vesnić studierte Rechtswissenschaften an der Universität Belgrad und ab 1883 an der Universität München. Am 8. August 1888 erhielt Vesnić einen Doktorgrad der Rechtswissenschaften mit einer Arbeit zum Thema Die Blutrache bei den Südslaven. Vesnić trat 1891 in den diplomatischen Dienst Serbiens ein, als Sekretär der serbischen Gesandtschaft in Konstantinopel. 1893 wurde er zum Professor für Völkerrecht an der Universität Belgrad ernannt und wurde im selben Jahr als Mitglied der Radikalen Volkspartei Abgeordneter in der serbischen Nationalversammlung. Als Akademiker veröffentlichte Vesnić zusätzlich zu seiner Tätigkeit als Politiker zahlreiche Aufsätze zu juristischen und völkerrechtlichen Themen und war Mitglied der Académie des sciences morales et politiques. Vesnić übersetzte auch wichtige Universitätslehrbücher zum Völker- und Strafrecht aus dem Französischen und Deutschen in die serbische Sprache.
In der Regierung von Sava Grujić (1893 bis 1894) war er Minister für Bildung und religiöse Angelegenheiten. 1899 wurde er zu zwei Jahren Gefängnis verurteilt, nachdem er König Milan I. beleidigt hatte. 1901 kehrte Vesnić in den diplomatischen Dienst zurück und wurde serbischer Gesandter in Rom.
Im Jahr 1904 wurde Vesnić zum serbischen Gesandten in Paris ernannt, ein Amt, das er fast 17 Jahre lang in verschiedenen Funktionen innehatte. Im Kabinett von Nikola Pašić war Vesnić 1906 Justizminister. Er kehrte danach nach Paris zurück, wiederum als serbischer Diplomat in Frankreich. Nach den Balkankriegen war Vesnić von 1912 bis 1913 Mitglied der serbischen Delegation bei der Pariser Botschafterkonferenz.
Während des Ersten Weltkriegs organisierte Vesnić erfolgreich verschiedene Konferenzen zugunsten der Kriegsanstrengungen Serbiens. Vesnić war nach Ende des Kriegs der diplomatische Vertreter Serbiens auf der Pariser Friedenskonferenz in Versailles im Juni 1919. Vesnić reiste vor der Friedenskonferenz nach Washington, um sich mit Woodrow Wilson zu treffen und die serbische Position in Bezug auf die Auflösung der österreichisch-ungarischen Monarchie zu erläutern.
1920 wurde Vesnić Ministerpräsident des Königreichs der Serben, Kroaten und Slowenen, und während seiner Amtszeit unterzeichnete er den Vertrag von Rapallo mit Italien. Während seiner zweiten Regierung (1920–1921) war Vesnić auch Außenministers. Kurz nach dem Ende seiner Amtszeit starb Vesnić 1921 in Paris.

## Privatleben
1906 heiratete er die Amerikanerin Blanche Wertheim (geb. Ulman), die mit der Ehefrau von Präsident Wilson bekannt war.

## Werke
- Milenko R. Wesnitsch (Milenko Vesnić), Die Blutrache bei den Südslaven: ein Beitrag zur Geschichte des Strafrechts, Stuttgart: Gebrüder Kröner, 1889. (Doktorarbeit in Deutscher Sprache).